# 喙荚云实
喙荚云实（学名：Caesalpinia minax），又名蓮實藤、南蛇簕，是豆科云实属的植物。分布于越南以及中国大陆的福建、云南、贵州、广西、广东、四川等地，生长于海拔400米至1,500米的地区，见于山沟、溪旁及灌丛中，目前尚未由人工引种栽培。